# Пам'ятник Миколі Гоголю (Сіверськодонецьк)
Па́м'ятник Мико́лі Го́голю — пам'ятник українському письменнику Миколі Гоголю у місті Сіверськодонецьк Луганської області.
Розташований у сквері на Центральному проспекті між Сіверськодонецьким колегіумом та Міським палацом культури.
Пам'ятник Гоголю для Сіверськодонецька було виготовлено на Митищинському заводі художнього лиття й встановлено в 1957 році.

## Опис пам'ятника
Бронзовий пам'ятник Миколи Гоголя встановлений на постаменті з червоного граніту постаменті з написом: «Н. В. Гоголь 1809—1852».
Фігура обгорнута у плащ. Лівою рукою високо підтримує полу плаща, складки якого нагадують римську тогу, права рука злегка піднімає поділ плаща, ніби, якби людина хотіла переступити калюжу, і не забруднити краї одягу. Права нога злегка зігнута.

## Сквер
Сквер розташований посеред Центрального проспекту між вулицею Гоголя та проспектом Хіміків. Пам'ятник розташований посеред скверу, навколо нього — майданчик, від якого відходить 8 доріжок в різні сторони. Зі сторони вулиці Гоголя навпроти скверу розташований Сіверськодонецький колегіум, а зі сторони проспекту Хіміків —Міський палац культури.